# Matthias Hoeren

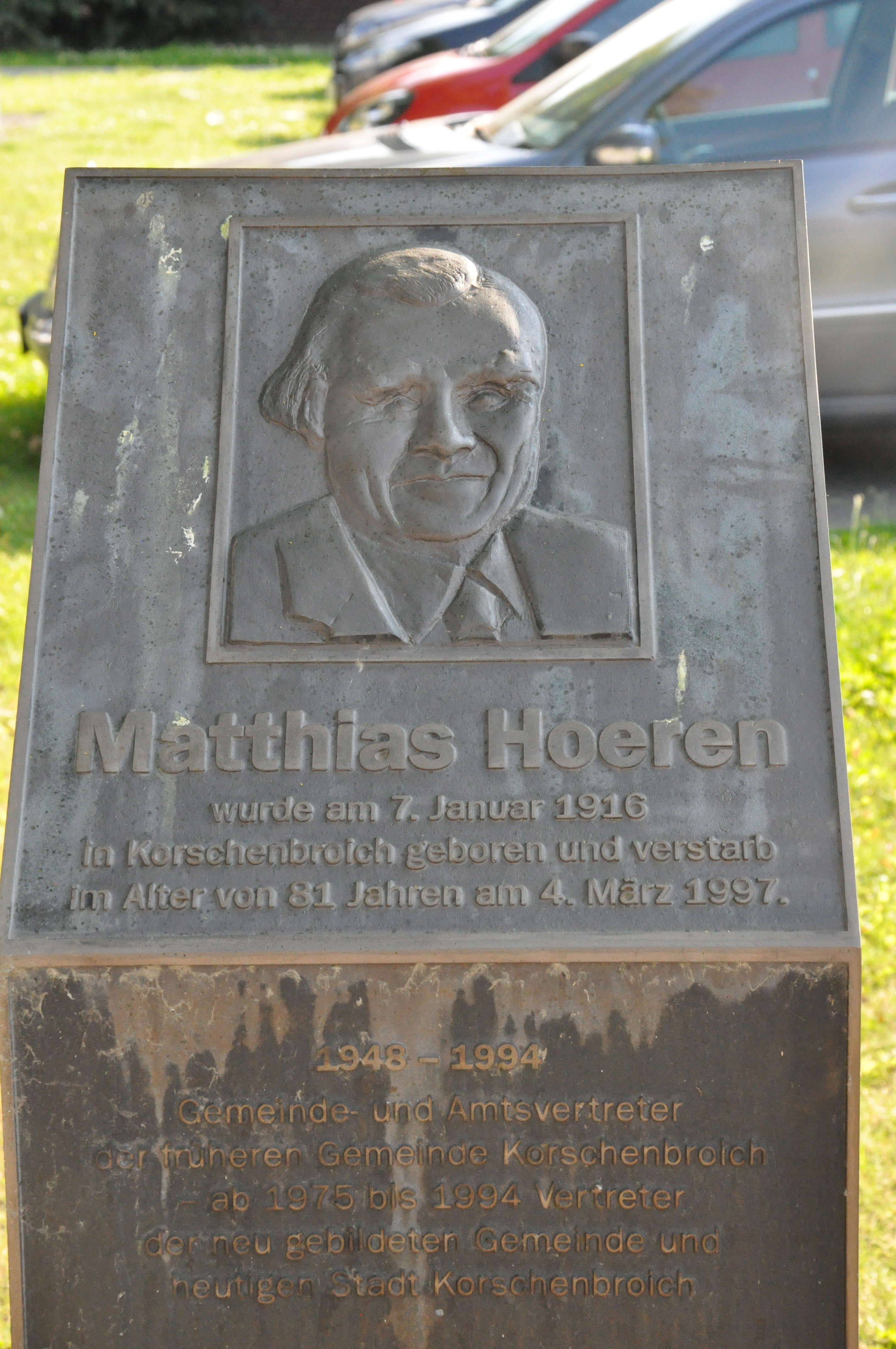
Denkmal für Matthias Hoeren am nach ihm benannten Platz in Korschenbroich

Matthias Hoeren (* 7. Januar 1916 in Korschenbroich; † 4. März 1997) war ein deutscher Kommunalpolitiker und ehrenamtlicher Landrat (CDU).

## Leben und Beruf
Nach dem Schulbesuch war Hoeren als Landwirt in Raderbroich tätig. Ab 1950 leitete er den CDU-Ortsverband Korschenbroich-Pesch. Er war verheiratet und hatte zwei Kinder.
Abgeordneter
Dem Kreistag des Kreises Grevenbroich gehörte er vom 2. Dezember 1952 bis zur Gebietsreform am 31. Dezember 1974 an, dem des Kreises Neuss vom 1. Januar 1975 bis zum 18. Oktober 1989. Von 1948 bis 1975 war Hoeren Mitglied der Amtsvertretung des Amtes Korschenbroich. Dem Rat der Gemeinde Korschenbroich gehörte er ab 1948 an.
Öffentliche Ämter
Vom 12. April 1961 bis zum 18. Oktober 1989 war er Landrat der Kreise Grevenbroich und Neuss. Von 1951 bis 1975 war er Bürgermeister der Gemeinde Korschenbroich. Hoeren war in verschiedenen Gremien des Landkreistages Nordrhein-Westfalen tätig.
Sonstiges
Am 13. Juni 1973 wurde ihm das Bundesverdienstkreuz I. Klasse verliehen. Den Verdienstorden des Landes Nordrhein-Westfalen erhielt Hoeren am 26. Oktober 1990.

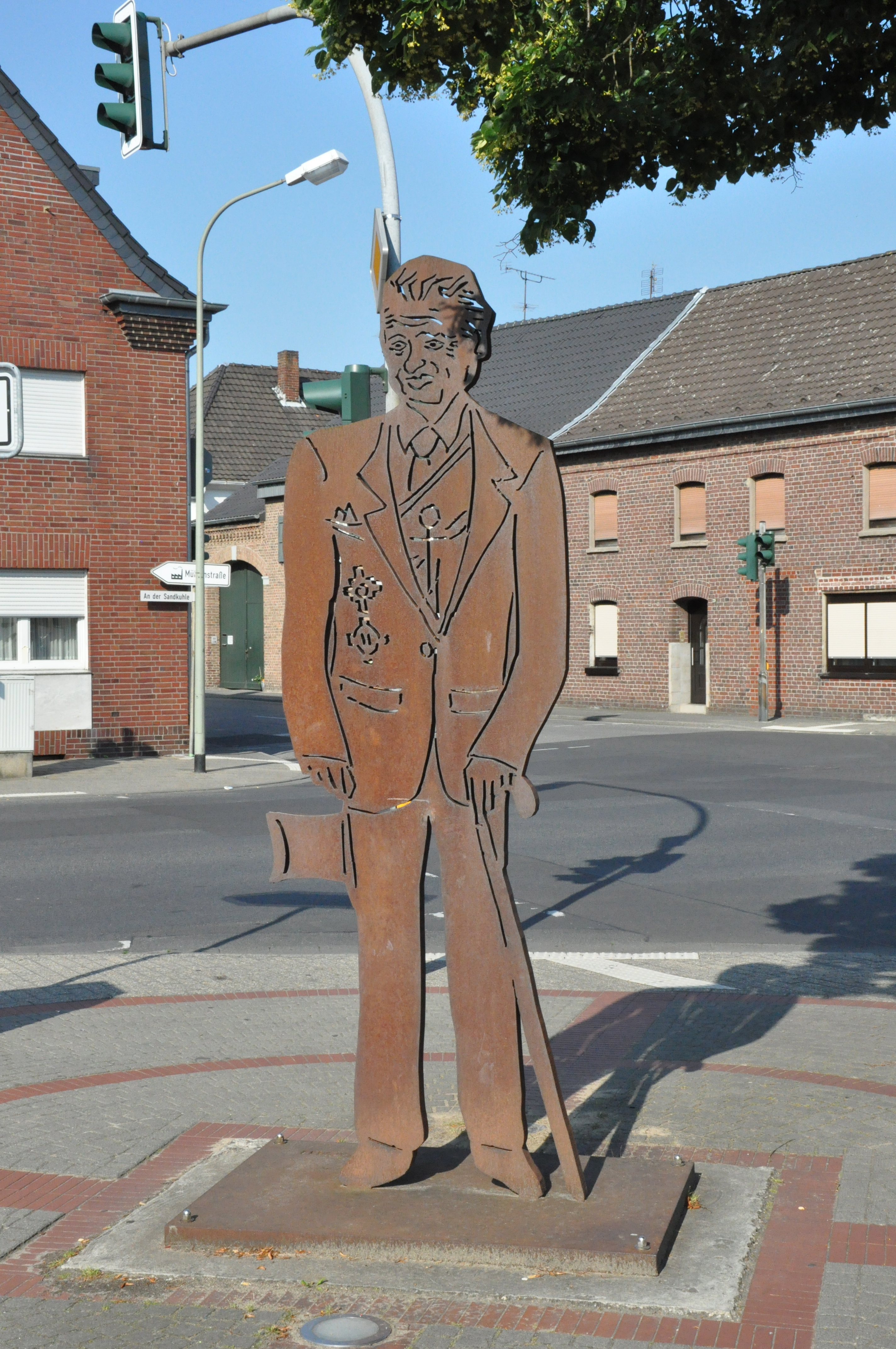
Denkmal für Matthias Hoeren, geschaffen von Dieter Patt.

In Korschenbroich wurde der Matthias-Hoeren-Platz, auf dem auch ein Denkmal für ihn aufgestellt wurde, nach ihm benannt. Dieses Denkmal wurde von Dieter Patt, der von 1996 bis 2009 Landrat des Rhein-Kreises Neuss war, geschaffen.